# Тонкинская кошка
Тонки́нская ко́шка (англ. Tonkinese — тонкинез) — гибрид сиамской и бурманской кошки американского типа. Внешне тонкинская кошка — нечто среднее между её предками: очертания более округлы, чем у сиамской, вес и ширина меньше, чем у бурманской. Её вес варьируется от 2,5 до 5,5 килограммов. В характере тонкинской кошки присутствуют живость и любопытство восточных пород, но она не столь «голосиста». Характер у неё общительный и деликатный. Цвет глаз тонкинской кошки необыкновенно красив, его сравнивают с цветом морской волны. Родиной породы является Канада, хотя некоторые учёные считают её родиной США. Время возникновения породы — 1960 год.

## История породы
Первой официально зарегистрированной на Западе тонкинской кошкой стала Вонг Мау — привезённая из Рангуна родоначальница бурманской породы, но работа по племенному разведению животных гибридного-тонкинского типа началась лишь в 1950 году. Сначала эта работа велась в Канаде, и Канадская ассоциация любителей кошек стала первой организацией, признавшей новую породу.

## Стандарт породы по системе WCF
Тело: средней величины, объединяющее элегантность сиама с округлостью бурмы. Корпус средней длины, с хорошо развитой мускулатурой. Хвост длинный, довольно толстый у основания, равномерно сужающийся к кончику, по длине равен туловищу. Ноги тонкие, стройные, длинные, лапки изящные, овальные.
Голова: клиновидная с плавными, округлыми контурами, высоко поставленными скулами, средней длины, клиновидная с переходом от лба к морде и выступающими подушечками усов. Мордочка довольно массивная, подчеркнутая, но без пинча, округлая, подбородок сильный.
Форма головы в фас: напоминает равносторонний треугольник.
Уши: большие, слегка наклонены вперед, с закругленными кончиками, поставлены широко, слегка по бокам головы.
Глаза: большие, верхнее веко миндалевидное, нижнее слегка округлое, направление разреза к наружному краю уха. Цвет глаз — ровный, блестящий аквамариновый или светло-бирюзовый, что является признаком породы.
Шерсть: короткая, нежной текстуры, плотно прилегающая, без подшёрстка.

## Признанные окрасы
У тонкинских кошек могут рождаться котята разных окрасов. Признаны все три варианта окраса пойнтов: классический колорпойнт, сепия (бурманский) и норка; а цветовых вариаций — достаточно много.

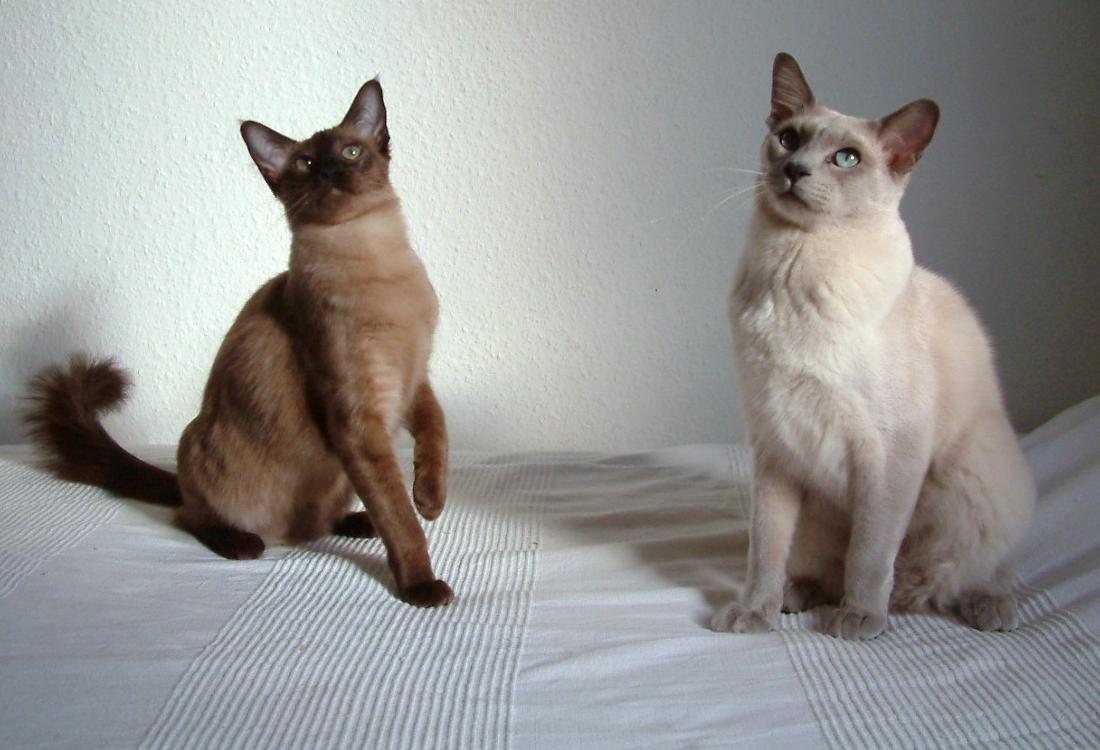
Справа налево: кошка окраса «шампанское», кошка окраса «натуральная норка»

### Цветовые вариации
Цветовых вариаций достаточно много. Основными фелинологическими системами (WCF, CFA) допускаются следующие окрасы:
1. Цветовые вариации:
  1. «Натуральная норка» — окрас тёпло-коричневого цвета с тёмными шоколадными отметинами;
  2. «Шампань» — окрас светлого бежевого цвета с бледно-коричневыми отметинами;
  3. «Платиновая норка» — окрас бледно-серый с тёмными серыми отметинами;
  4. «Голубая норка» — окрас голубого цвета с серо-голубыми отметинами.

Помимо «норок», допустимы сиамские (поинтовый) и бурмесские (солид) типы окраса.
Для шерсти кошек тонкинской породы характерен глянец. Во всех окрасах внутренняя сторона тела немного светлее. Рисунок отсутствует. Пойнты (уши, мордочка, конечности, хвост) равномерно окрашены, темнее корпуса и заметно контрастируют с ним. Тона плавно переходят один в другой. У молодых животных допустим «призрачный» рисунок и несколько более светлый окрас.
Некоторыми другими фелинологическими системами (например, TICA) допускаются также окрас «красная норка» кремово-абрикосового цвета с рыжими отметинами и наличие черепахового рисунка шерсти. А система GCCF признает также вариации тебби и карамель.

## Особенности
Специфические окрасы тонкинских кошек имеют гетерозиготную природу наследования, поэтому в помёте от двух особей этой породы только половина котят имеет окрас «норка» (минк). Примерно четверть помёта имеет бурманский окрас, и ещё четверть — колорпойнты. Все три варианта окрасов имеют право принимать участие в выставках и племенном разведении].

### Характер
Тонкинская кошка — общительное и активное животное. Она может очень сильно привязываться к человеку. Она часто связывает транспорт с людьми и может без страха выходить навстречу автомобилю.